# Northrop YF-17
Northrop YF-17 (vzdevek "Kobra") je bil dvomotorni prototipni lahki lovec, ki ga je Northrop razvijal za ameriški LWF (Lightweight Fighter) program. Ameriška USAF je smatrala da je F-15 Eagle prevelik in predrag za veliko misij, zato so hoteli cenejšo opcijo. YF-17 je na LWF razpisu izgubil proti konkurentu F-16 Fighting Falcon. Je pa bil YF-17 kasneje izbran na razpisu VFAX (Naval Fighter Attack Experimental). Letalo so malo povečali in predelali in tako je nastal palubni lovec F/A-18 Hornet, ki je dobil veliko naročil. 

## Specifikacije  (YF-17A)
Splošne karakteristike
- Posadka: 1
- Dolžina: 56 ft 0 in (17,0 m)
- Razpon kril: 35 ft 0 in (10,5 m)
- Višina: 16 ft 6 in (5,0 m)
- Površina kril: 350 ft² (32 m²)
- Teža praznega letala: 17180 lb (7800 kg)
- Naložena teža: 23000 lb (10430 kg)
- Maks. vzletna teža: 34280 lb (15580 kg)
- Pogon letala: 2 × General Electric YJ101-100 turbofana z dodatnim zgorevanjem, 14400 lbf (67 kN) vsak

 Zmogljivost 
- Maks. hitrost: Mach 1,95
- Doseg: 2990 milj (4810 km)
- Višina leta: 50000 ft (15000 m)
- Hitrost vzpenjanja: 50000 ft/min (250 m/s)
- Obremenitev kril: 66 lb/ft² (320 kg/m²)
- Razmerje potisk/teža: 1,25

Oborožitev

- Strelno orožje: 1× 20 mm (0.79 in) M61 Vulcan Gatlingov top
- Izstrelki: 2× AIM-9 Sidewinder raketa zrak-zrak